# Elitloppet
L'Elitloppet (svedese: in italiano,“Corsa dell’Élite”) è una gara di trotto di gruppo 1 che si disputa dal 1952 presso l’ippodromo Solvalla di Stoccolma.

La corsa, che si svolge sulla distanza di un miglio, è considerata fra le più importanti del trotto mondiale. La dotazione complessiva del montepremi per l'edizione del 2020 è stata di 6.000.000 di corone svedesi, pari a circa 600.000 euro.
 Il miglior tempo vincente in finale è stato l’1.08.9 fatto registrare dallo svedese Don Fanucci Zet nel 2021.

L’Elitloppet in origine era una delle prove del Grand Slam del Gran Circuito europeo istituito nel 1956, ed è una delle tappe del Grand Slam del Masters Series dell’Unione europea del Trotto, che lo ha sostituito dal 2012.

## La storia

### Le origini
La prima edizione si svolse nel 1952 con il nome di Solvallas Jubileumslopp ("Corsa dell’Anniversario di Solvalla"): il vincitore fu il cavallo tedesco Permit. L'anno successivo, la corsa assunse il nome Elitloppet che poi ha sempre conservato.

### Le vittorie di Varenne (2001 e 2002). Le edizioni seguite da squalifica dei vincitori: 2006 (Jag de Bellouet) e 2020 (Propulsion)
Nella storia recente della corsa spicca come protagonista assoluto il cavallo italiano Varenne che, con al sediolo il driver romano Giampaolo Minnucci, ha ottenuto, nel 2001 e nel 2002, due schiaccianti vittorie.
In occasione dell’Elitloppet del 2006, il trottatore francese Jag de Bellouet giunse primo al traguardo con il tempo record di 1.09.4 (media al chilometro), mentre l'italiano Lets Go giunse secondo.  Alcune settimane dopo venne annunciato che entrambi i cavalli erano stati squalificati a seguito di positività ai test antidoping (Jag de Bellouet era risultato positivo per il diclofenac, e Lets Go per l’acido etacrinico). Dopo le squalifiche, lo svedese Conny Nobell venne dichiarato vincitore ufficiale dell'edizione 2006. Il segretario generale della Swedish Trotting Association (STC), Ulf Hörnberg, dichiarò che la doppia squalifica era stata “una tragedia" per la manifestazione.
In occasione dell’edizione del 2020 il trottatore Propulsion, risultato vincitore il giorno della corsa, venne in un secondo tempo squalificato, essendo stato accertato dagli organismi svedesi competenti il ricorso su entrambe le zampe anteriori ad una pratica chirurgica, la nevrectomia, vietata in Europa ma ammessa negli Usa, Paese nel quale tale cavallo ha svolto la prima parte della sua carriera. Tale tipo di intervento chirurgico, destinato a sopprimere o attenuare il dolore cronico refrattario ai farmaci derivante da taluni stati morbosi, è equiparato in Europa alle pratiche dopanti. Al posto di Propulsion fu dichiarato vincitore il trottatore norvegese Cokstile, che era giunto secondo al traguardo.

## Formula di gara

### Le batterie e la finale
La formula della manifestazione prevede, dal 1962, due batterie di qualificazione, cui segue, nella stessa giornata, la finale, alla quale accedono i primi quattro arrivati di ciascuna batteria. Tutti gli otto ammessi alla finale partecipano al riparto del montepremi.
Fra il 1952 e il 1958 e nel 1973 l’Elitloppet si svolse invece in due manche fra gli stessi cavalli, seguite da uno spareggio fra i due vincitori di manche se nessun partecipante le avesse vinte entrambe. 
Nelle edizioni disputatesi tra il 1959 e il 1961, quando si trottò su una distanza maggiore, il trofeo fu assegnato con una singola corsa. 
Il numero dei partecipanti alle batterie è variato negli anni fra sette a dodici, mentre alle finali il numero è stato sempre fissato a otto.

### La distanza
La distanza, ad eccezione degli anni 1959-1961, è stata nell'intervallo di 1580-1640 metri. Nel 1959 i cavalli corsero sui 3200 metri e nei due anni successivi la distanza fu portata a 2700 metri.

### Metodo di partenza
Durante i primi dieci anni, dal 1952 al 1961, all’Elitloppet fu adottata la partenza con i nastri. Dal 1962 in poi è stato invece utilizzato l’autostarter.

## Il weekend dell’Elitloppet
L’Elitloppet si disputa tradizionalmente l'ultima domenica di maggio. L’ippodromo Solvalla organizza gare sia sabato che domenica. L’insieme degli eventi delle due giornate è chiamato in Svezia "weekend Elitloppet" (in svedese, “Elitloppshelgen”). La manifestazione gode generalmente di una notevole affluenza di pubblico ed è considerata uno dei più grandi eventi sportivi della Svezia.

## Vincitori

### Albo d’oro
| Edizione | Anno | Cavallo vincitore | Nazione d'origine del cavallo vincitore | Driver                |
| -------- | ---- | ----------------- | --------------------------------------- | --------------------- |
| 72ª      | 2023 | Honheck           | 🇫🇷 FRA                                  | 🇮🇹 Gabriele Gelormini |
| 71ª      | 2022 | Etonnant          | FRA                                     | Anthony Barrier       |
| 70ª      | 2021 | Don Fanucci Zet   | SWE                                     | Örian Kihlström       |
| 69ª      | 2020 | Cokstile          | NOR                                     | Christoffer Eriksson  |
| 68ª      | 2019 | Dijon             | FRA                                     | Romain Derieux        |
| 67ª      | 2018 | Ringostarr Treb   | ITA                                     | Wilhelm Paal          |
| 66ª      | 2017 | Timoko            | FRA                                     | Björn Goop            |
| 65ª      | 2016 | Nuncio            | SWE                                     | Örian Kihlström       |
| 64ª      | 2015 | Magic Tonight     | SWE                                     | Örian Kihlström       |
| 63ª      | 2014 | Timoko            | FRA                                     | Björn Goop            |
| 62ª      | 2013 | Nahar             | SWE                                     | Robert Bergh          |
| 61ª      | 2012 | Commander Crowe   | SWE                                     | Christophe Martens    |
| 60ª      | 2011 | Brioni            | GER                                     | Joakim Lövgren        |
| 59ª      | 2010 | Iceland           | SWE                                     | Johnny Takter         |
| 58ª      | 2009 | Torvald Palema    | SWE                                     | Åke Svanstedt         |
| 57ª      | 2008 | Exploit Caf       | ITA                                     | Jean-Michel Bazire    |
| 56ª      | 2007 | L'Amiral Mauzun   | FRA                                     | Jean-Michel Bazire    |
| 55ª      | 2006 | Conny Nobell      | SWE                                     | Björn Goop            |
| 54ª      | 2005 | Steinlager        | NOR                                     | Per Oleg Midtfjeld    |
| 53ª      | 2004 | Gidde Palema      | SWE                                     | Åke Svanstedt         |
| 52ª      | 2003 | From Above        | SWE                                     | Örian Kihlström       |
| 51ª      | 2002 | Varenne           | ITA                                     | Giampaolo Minnucci    |
| 50ª      | 2001 | Varenne           | ITA                                     | Giampaolo Minnucci    |
| 49ª      | 2000 | Victory Tilly     | SWE                                     | Stig H. Johansson     |
| 48ª      | 1999 | Remington Crown   | FRA                                     | Joseph Verbeeck       |
| 47ª      | 1998 | Moni Maker        | USA                                     | Wally Hennessey       |
| 46ª      | 1997 | Gum Ball          | SWE                                     | Stig H. Johansson     |
| 45ª      | 1996 | Coktail Jet       | FRA                                     | Jean-Etienne Dubois   |
| 44ª      | 1995 | Copiad            | SWE                                     | Erik Berglöf          |
| 43ª      | 1994 | Copiad            | SWE                                     | Erik Berglöf          |
| 42ª      | 1993 | Sea Cove          | GER                                     | Joseph Verbeeck       |
| 41ª      | 1992 | Billyjojimbob     | CAN                                     | Murray Brethour       |
| 40ª      | 1991 | Peace Corps       | SWE                                     | Stig H. Johansson     |
| 39ª      | 1990 | Mack Lobell       | SWE                                     | Thomas Nilsson        |
| 38ª      | 1989 | Napoletano        | SWE                                     | Stig H. Johansson     |
| 37ª      | 1988 | Mack Lobell       | USA                                     | John D. Campbell      |
| 36ª      | 1987 | Utah Bulwark      | SWE                                     | Stig H. Johansson     |
| 35ª      | 1986 | Rex Rodney        | NOR                                     | Kjell Håkonsen        |
| 34ª      | 1985 | Meadow Road       | SWE                                     | Torbjörn Jansson      |
| 33ª      | 1984 | The Onion         | SWE                                     | Stig H. Johansson     |
| 32ª      | 1983 | Ianthin           | FRA                                     | Paul Delanoë          |
| 31ª      | 1982 | Ideal du Gazeau   | FRA                                     | Eugène Lefèvre        |
| 30ª      | 1981 | Jorky             | FRA                                     | Leopold Verroken      |
| 29ª      | 1980 | Ideal du Gazeau   | FRA                                     | Eugène Lefèvre        |
| 28ª      | 1979 | Pershing          | SWE                                     | Berndt Lindstedt      |
| 27ª      | 1978 | Hadol di Vivier   | FRA                                     | Jean-René Gougeon     |
| 26ª      | 1977 | Eleazar           | FRA                                     | Leopold Verroken      |
| 25ª      | 1976 | Dimitria          | FRA                                     | Leopold Verroken      |
| 24ª      | 1975 | Timothy T.        | ITA                                     | Giancarlo Baldi       |
| 23ª      | 1974 | Timothy T.        | ITA                                     | Giancarlo Baldi       |
| 22ª      | 1973 | Ego Boy           | SWE                                     | Ingemar Olofsson      |
| 21ª      | 1972 | Dart Hanover      | SWE                                     | Berndt Lindstedt      |
| 20ª      | 1971 | Tidalium Pelo     | FRA                                     | Jean Mary             |
| 19ª      | 1970 | Eileen Eden       | ITA                                     | Johannes Frömming     |
| 18ª      | 1969 | Fresh Yankee      | CAN                                     | Joe O’Brien           |
| 17ª      | 1968 | Eileen Eden       | ITA                                     | Johannes Frömming     |
| 16ª      | 1967 | Roquépine         | FRA                                     | Henri Levesque        |
| 15ª      | 1966 | Roquépine         | FRA                                     | Jean-René Gougeon     |
| 14ª      | 1965 | Elma              | USA                                     | Johannes Frömming     |
| 13ª      | 1964 | Pack Hanover      | ITA                                     | Sergio Brighenti      |
| 12ª      | 1963 | Ozo               | FRA                                     | Roger Massue          |
| 11ª      | 1962 | Eidelstedter      | RFT                                     | Johannes Frömming     |
| 10ª      | 1961 | Kracovie          | FRA                                     | Roger Vercruysse      |
| 9ª       | 1960 | Honoré II         | FRA                                     | Raoul Simonard        |
| 8ª       | 1959 | Jamin             | FRA                                     | Jean Riaud            |
| 7ª       | 1958 | Io d'Amour        | RFT                                     | Gerhard Krüger        |
| 6ª       | 1957 | Gelinotte         | FRA                                     | Charlie Mills         |
| 5ª       | 1956 | Gelinotte         | FRA                                     | Charlie Mills         |
| 4ª       | 1955 | Gutemberg         | FRA                                     | Alain Deheeger        |
| 3ª       | 1954 | Carné             | SWE                                     | Olle Persson          |
| 2ª       | 1953 | Frances Bulwark   | SWE                                     | Sören Nordin          |
| 1ª       | 1952 | Permit            | RFT                                     | Walter Heitman        |

### Cavalli con più vittorie
- 2 - Timoko (2014, 2017)
- 2 - Varenne (2001, 2002)
- 2 - Copiad (1994, 1995)
- 2 - Mack Lobell (1988, 1990)
- 2 - Ideal du Gazeau (1980, 1982)
- 2 - Timothy T. (1974, 1975)
- 2 - Eileen Eden (1968, 1970)
- 2 - Roquépine (1966, 1967)
- 2 - Gelinotte (1956, 1957)

### Driver con più vittorie
- 6 - Stig Henry Johansson (1984, 1987,  1989, 1991, 1997, 2000)
- 4 - Örian Kihlström (2003, 2015, 2016, 2021)
- 4 - Johannes Frömming (1962, 1965, 1968, 1970)
- 3 - Björn Goop (2006, 2014, 2017)
- 3 - Leopold Verroken (1976, 1977, 1981)
- 2 - Jean-Michel Bazire (2007, 2008)
- 2 - Åke Svanstedt (2004, 2009)
- 2 - Giampaolo Minnucci (2001, 2002)
- 2 - Erik Berglöf (1994, 1995)
- 2 - Joseph Verbeeck (1993, 1999)
- 2 - Eugène Lefèvre (1980, 1982)
- 2 - Jean-René Gougeon (1966, 1978)
- 2 - Giancarlo Baldi (1974, 1975)
- 2 - Berndt Lindstedt (1972, 1979)
- 2 - Charlie Mills (1956, 1957)